# Vaiden, Mississippi
Vaiden este o localitate, municipalitate și co-sediul (alături de Carrollton) comitatului Alcorn, statul Michigan, Statele Unite ale Americii.
1. ↑  2016 U.S. Gazetteer Files
2. ↑  2010 U.S. Gazetteer Files, accesat în 9 iulie 2020